# Симаррон (фильм, 1960)
«Симаррон» (англ. Cimarron) — первый фильм эпической трилогии режиссёра Энтони Манна (два другие — «Эль Сид», 1961; «Падение Римской империи», 1964), экранизация одноимённого романа американской писательницы Эдны Фербер. Название фильма связано с рекой Симаррон, протекающей по территории штата Оклахома.
Картина ознаменовала новый этап в карьере режиссёра, который обратился к созданию масштабных исторических фильмов-эпопей (пеплумов). «Симаррон» — характерный продукт эпохи 1950—1960-х годов. Широкоэкранный фильм, хронометражем около трёх часов, который позволял охватить значительный отрезок времени (жизнь героя, отдельной семьи, государства и пр.), включавший, как правило, «звёздный» состав, — такой видели производители и прокатчики кино панацею от диктата телевидения, которое неотвратимо забирало целевую аудиторию. Попытки найти компромисс между содержательной интригой сюжетной линии и зрелищностью во многом определяют ленты этого периода. В фильме «Симаррон» требуемый статус-кво достигался между жанровыми особенностями экранизируемого романа семейной саги (драма) и зрелищными сценами массовых «земельных гонок» (вестерн).

## Создание
Выбор материала, не вполне характерного для Манна, был продиктован (со стороны руководства «MGM») коммерческим успехом последней экранизации саги Эдны Фарбер 1931 года. Центральным лицом в романе, созданном писательницей, была героиня Сабра. Режиссёр первоначально планирует переработать материал и сместить в сценарии акцент на её супруга — Йэнси Крэвета. Однако в результате профессиональных разногласий с Эдмундом Грэйнджером, продюсером фильма, Манн вынужден был оставить режиссёрское кресло в середине съёмочного периода.

## Сюжет
Сюжет фильма построен вокруг жизни семьи Крэветов. Молодожены Йэнси (Гленн Форд) и Сабра (Мария Шелл) в качестве свадебного путешествия отправляются на участие в земельных гонках 1889 года. По пути к месту старта они знакомятся с Томом Уайтом, бедным фермером, также выехавшем в поисках лучшей доли. Здесь, в будущей столице штата Оклахома-Сити, Йэнси создает газету «Oklahoma Wigwam». Поскольку глава семейства перманентно стремится к приключениям, то спустя несколько лет, услышав в новых земельных гонках 1893 года, уезжает, оставив супругу и семейное печатное дело на два года. Параллельно развивается любовная линия между Йэнси и Дикси, его бывшей любовницей. О прошлых связях зритель узнаёт из диалогов персонажей, а незадолго до отъезда Йэнси следует сцена, в которой Дикси тщетно пытается обольстить его. Всюду главный герой представлен как человек слова, верный долгу и любящий жену. (В дальнейшем к этой линии авторы фильма не возвращаются.) В равной мере эскизно намечена «любовная линия» Сабры и торговца, а затем крупного коммерсанта Соула (впрочем, крайне деликатно). На существование этой больше дружеской связи, указывают детали и особенности взаимодействия актеров в кадре. Вернувшись домой и повинившись перед супругой, Йэнси воссоединяется с семьей. Тем временем на сцену выходит Том Уайт, который, следуя советам Йэнси, многие годы искал нефть на своем участке. Нефть обнаруживается, бедняк становится богачом. Из Вашингтона приходит официальный запрос-рекомендация Йэнси на должность мэра Оклахома-Сити. Однако не желающий идти на компромиссы герой отказывается от должности. Супруги разъезжаются, и Йэнси исчезает из фильма навсегда (от него придут вести — письмо — лишь в конце истории). Единственной центральной фигурой ленты становится героиня Марии Шелл. Сабра превращает издание в крупный печатный орган, заслуживает уважение друзей и признание от городской администрации. Немного позже она получает от мужа письмо, из которого узнает о его участии в Первой мировой войне на стороне Великобритании. На столе рядом с письмом лежит извещение о смерти героя. Нефтяной магнат Том Уайт строит в городе университет, а перед фасадом возвышается статуя Йэнси в бронзе, ведущего мальчика — символ переселенческого духа и великой американской мечты.

## В ролях
- Гленн Форд
- Мария Шелл
- Энн Бакстер
- Гарри Морган
- Расс Тэблин

В титрах не указаны
- Хелен Уэсткотт — миссис Кайи
- Коулмен Фрэнсис — мистер Гир

## Критика
Замена режиссёра, сосредоточенного на эпической стороне постановки, и смещение акцента в сторону традиционной драмы имело предсказуемый результат. Как замечает известный отечественный киновед Е. Карцева, несмотря на попытки режиссёра удержать фильм в границах исторической достоверности, мелодраматизм и излишняя патетика победили. Руководство потребовало от Манна вставить в финале сцену с чтением письма и помпезный панорамный план статуи Йэнси. Эта попытка внутреннего цензурирования привела к ссоре режиссёра и продюсера, который после ухода Манна из проекта «вставил в картину эпизод с чтением последнего письма Йэнси. Письмо было необычайно патриотичным, рассудительным и нравоучительным, и Манн в интервью после премьеры определил его как „идиотское“».

## Факты
- В середине съёмок фильма Энтони Манн был уволен и заменен режиссёром Чарльзом Уолтерсом[4]. Во второй раз история с остановкой работы над фильмом и последующим увольнением повторилась при съёмках картины «Спартак» (1960) [5].
- Фильм Энтони Манна является второй экранизацией романа Эдны Фарбер. Первый фильм «Симаррон» по этому произведению американской писательницы был поставлен в 1931 году американским режиссёром Уэсли Рагглзом.